# 大正屋
大正屋は、佐賀県嬉野市の嬉野温泉にて1925年（大正14年）に創業した温泉旅館である。

## 概要
嬉野温泉の老舗温泉旅館の一つであり、本館「大正屋」と姉妹館「椎葉山荘」を有する。大正屋は1925年（大正14年）創業で、建築家・吉村順三による設計。椎葉山荘は、自然豊かな渓谷に佇む一軒宿として知られ、吉村順三の弟子である板垣弥也が設計を手がけている。
かつては姉妹館「湯宿 清流」も運営していたが、2025年3月に事業譲渡が行われている。

## 施設
旅館
- 大正屋（嬉野温泉）
  - 所在地：〒843-0301　佐賀県嬉野市嬉野町下宿乙2276-1
  - 総客室：73室
  - 収容人員：280名
  - 温泉：大浴場「四季の湯」、大浴場「滝の湯」、ミストサウナ（滝の湯に併設）
  - 館内施設：「日本料理 利休」、佐賀牛レストラン「李荘庵」、お茶と読書が愉しめる書店「BOOKS＆TEA 三服」、「Made in ピエール・エルメ」、「ローカルデリカテッセン季設」、オリエンタルスパ「サバイ・サバイ」、「副島園 the BAR」
  - 駐車場：普通車150台（無料）

- 椎葉山荘（嬉野温泉）
  - 所在地：〒843-0304　佐賀県嬉野市嬉野町大字岩屋川内乙1586
  - 総客室：20室
  - 収容人員：114名
  - 温泉：大露天風呂「しいばの湯」、大浴場「山の湯」
  - 館内施設：レストラン「しいば」、レストラン「山法師」
  - 駐車場：無料駐車場

湯豆腐販売店
- 湯どうふ本舗
  - 所在地：〒843-0301　佐賀県嬉野市嬉野町下宿乙2302-3
  - 営業時間：9時～17時
  - 定休日：水曜日